# Janette Hargin
Janette Helene Hargin, švedska alpska smučarka, * 4. oktober 1977, Stockholm, Švedska.
Nastopila je na olimpijskih igrah 2002 in 2006, kjer je najboljšo uvrstitev dosegla z dvanajstim mestom v kombinaciji. V treh nastopih na svetovnih prvenstvih je najboljšo uvrstitev dosegla leta 2003 z dvanajstim mestom v superveleslalomu. V svetovnem pokalu je tekmovala devet sezon med letoma 1998 in 2007 ter dosegla eno uvrstitev na stopničke v kombinaciji. V skupnem seštevku svetovnega pokala je bila najvišje na 37. mestu leta 2002, ko je bila tudi četrta v kombinacijskem seštevku.
Njen brat Mattias Hargin je prav tako alpski smučar.